# Facciamolo
Facciamolo è un singolo del rapper italiano Rosa Chemical pubblicato il 7 giugno 2019.

## Tracce
Testi e musiche di Manuel Franco Rocati, Gregory Taurone.
1. Facciamolo – 2:24